# ザカリア・ラビアド
ザカリア・ラビアド（アラビア語: زكريا لبيض、オランダ語: Zakaria Labyad、1993年3月9日 - ）は、オランダ・ユトレヒト出身のサッカー選手。ポジションはMF。

## 経歴
USVエリンクヴァイクを経て、2004-05シーズンからPSVアイントホーフェンの下部組織に所属。2009年に初のシニア契約を結んだ。2010年1月、2012年夏までの新契約を結んだ。同年2月25日、UEFAヨーロッパリーグのハンブルガーSV戦でプロデビューを飾った。3日後のRKCヴァールヴァイク戦でジュジャーク・バラージュと交代で出場しエールディヴィジデビューした。4月18日に、FCフローニンゲン戦で先発出場すると初ゴールを含む2ゴールを決める活躍をした。
2012年7月、スポルティングCPへ移籍。
2014年1月9日、フィテッセへ2015年6月30日までの期限付き移籍が決定。
2016年2月1日、フラムFCへシーズン終了までの期限付き移籍が決定。同年8月31日、スポルティングCPとラビアドは契約解除に合意した。
2017年1月5日、FCユトレヒトへ移籍。
2018年5月14日、アヤックス・アムステルダムは4年契約を締結したと発表した。
2023年2月20日、ユトレヒトに復帰した。
2024年3月1日、雲南玉昆足球倶楽部に移籍した。
2025年1月10日、大連英博足球倶楽部に移籍した。

## 代表歴
U-17オランダ代表として2009 FIFA U-17ワールドカップに出場した。2011年にU-23モロッコ代表でプレーした。2012年2月29日親善試合ブルキナファソ代表戦でA代表デビューした。

## タイトル
PSV
- KNVBカップ：2011-12

アヤックス
- KNVBカップ：2回 (2018-19, 2020-21)
- エールディヴィジ：3回 (2018-19, 2020-21, 2021-22)

雲南玉昆
- 中国サッカー・甲級リーグ：2024

## 人物
元チームメートのイブラヒム・アフェレイを尊敬しており、イブラヒムは自分のお手本であると言っている。